# Pamela Fryman
Pamela Fryman er en amerikansk instruktør født i Philadelphia, Pennsylvania, USA. Hun er bedst kendt for at have instrueret sitcommet How I Met Your Mother samt episoder i flere andre komedieserier som Two and a Half Men. I dag lever hun i USA sammen med sin mand og to børn.
1. ↑  Navnet er anført på engelsk og stammer fra Wikidata hvor navnet endnu ikke findes på dansk.